# Dinaro jugoslavo
Dinaro jugoslavo è stato il nome collettivo della valuta ufficiali della ex Jugoslavia fino al 2003. Le prime quattro fanno riferimento ai periodi di esistenza della propriamente detta entità statuale panslavica, mentre le ultime cinque sono relative alle tribolate vicissitudini della Federazione serbo-montenegrina. Il dinaro era normalmente diviso in 100 para, ad eccezione del Dinaro jugoslavo riformato, Dinaro jugoslavo di ottobre e del Dinaro jugoslavo del 1994 che non avevano divisioni decimali.

## Dinaro regio

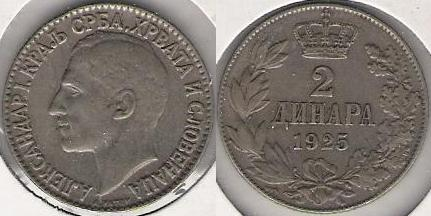
2 dinari del 1925

Il primo dinaro jugoslavo fu emesso a partire dal 1920.
Non fu null'altro che la continuazione del dinaro serbo, che sostituì progressivamente alla pari. Nei territori già asburgici la nuova valuta rimpiazzò invece la corona austro-ungarica, che era stata sovraimpressa come corona jugoslava, ad un tasso politicamente fissato in un rapporto di 4 corone per 1 dinaro. Postumamente, gli fu informalmente assegnato un codice ISO 4217 denominato YUS.
Questa valuta circolò fino alla Seconda guerra mondiale, quando la Jugoslavia fu occupata e disciolta dai nazisti nel 1941. Croazia e Bosnia da una parte, e Serbia dall'altra, adottarono quindi proprie valute che successero al dinaro alla pari, mentre nelle regioni periferiche vennero estese le monete dei vari paesi invasori.
| Serie del Regno serbo-croato-sloveno | Serie del Regno serbo-croato-sloveno | Serie del Regno serbo-croato-sloveno | Serie del Regno serbo-croato-sloveno | Serie del Regno serbo-croato-sloveno | Serie del Regno serbo-croato-sloveno | Serie del Regno serbo-croato-sloveno | Serie del Regno serbo-croato-sloveno |
| Foto                                 | Valore                               | Dimensioni                           | Colore                               | Dritto                               | Rovescio                             | Prima emissione                      |                                      |
| ------------------------------------ | ------------------------------------ | ------------------------------------ | ------------------------------------ | ------------------------------------ | ------------------------------------ | ------------------------------------ | ------------------------------------ |
|                                      | 10 dinari                            |                                      | blu                                  | uomo con martello                    |                                      | 1920                                 |                                      |
|                                      | 10 dinari                            |                                      | rosso                                | donna                                | stemma reale e chiesa                | 1926                                 |                                      |
|                                      | 100 dinari                           |                                      | giallo                               | donna                                | contadino e navi                     | 1920                                 |                                      |
|                                      | 1000 dinari                          |                                      | viola                                | San Giorgio e il drago               | aratore e differenti città           | 1920                                 |                                      |

| Serie del Regno jugoslavo | Serie del Regno jugoslavo | Serie del Regno jugoslavo | Serie del Regno jugoslavo | Serie del Regno jugoslavo                  | Serie del Regno jugoslavo                         | Serie del Regno jugoslavo | Serie del Regno jugoslavo |
| Foto                      | Valore                    | Dimensioni                | Colore                    | Dritto                                     | Rovescio                                          | Prima emissione           |                           |
| ------------------------- | ------------------------- | ------------------------- | ------------------------- | ------------------------------------------ | ------------------------------------------------- | ------------------------- | ------------------------- |
|                           | 10 dinari                 |                           | verde                     | Re Pietro Ponte di Mostar                  | donna                                             | 1939                      |                           |
|                           | 20 dinari                 |                           | marrone                   | Re Pietro                                  | donna                                             | 1936                      |                           |
|                           | 50 dinari                 |                           | marrone                   | Re Alessandro                              | statua equestre                                   | 1931                      |                           |
|                           | 100 dinari                |                           | viola                     | donna con spada                            | contadino e navi                                  | 1929                      |                           |
|                           | 100 dinari                |                           | viola                     | donna e soldato                            | due lavoratrici                                   | 1934                      |                           |
|                           | 500 dinari                |                           | blu                       | Re Pietro                                  | lavoratrice                                       | 1935                      |                           |
|                           | 1.000 dinari              |                           | giallo                    | Regina Maria                               | donna con falce e spiga e donna con spada e scudo | 1931                      |                           |
|                           | 1.000 dinari              |                           | colorato                  | donna e tre cavalieri insegnante e pupillo | pescatore e fabbro                                | 1935                      |                           |
|                           | 10.000 dinari             |                           | marrone                   | Re Pietro                                  | due fattrici                                      | 1936                      |                           |

## Dinaro federale
Il secondo dinaro, o dinaro jugoslavo federale, fu quello emesso dal maresciallo Tito a partire dal 1944, a cui postumamente assegnato un codice informale ISO 4217 scritto YUF.
Al fine di attutire la pesante inflazione che aveva colpito il paese durante l'occupazione, la nuova valuta fu emessa con un tasso di cambio fissato rispetto al dinaro serbo del periodo di guerra nella misura di 20 vecchi dinari per uno nuovo. Quando nel 1945 anche la Croazia fu reintegrata nella federazione, la kuna croata fu cambiata con un valore di 40:1, dato che il perdurare della presenza tedesca aveva aggravato il problema inflativo. Il governo jugoslavo provò a mantenere un tasso di cambio col dollaro USA pari a 50:1, ma il tentativo fu vano.
| Serie provvisoria partigiana | Serie provvisoria partigiana | Serie provvisoria partigiana | Serie provvisoria partigiana | Serie provvisoria partigiana | Serie provvisoria partigiana | Serie provvisoria partigiana | Serie provvisoria partigiana |
| Foto                         | Valore                       | Dimensioni                   | Colore                       | Dritto                       | Rovescio                     | Prima emissione              |                              |
| ---------------------------- | ---------------------------- | ---------------------------- | ---------------------------- | ---------------------------- | ---------------------------- | ---------------------------- | ---------------------------- |
|                              | 1 dinaro                     |                              |                              | partigiano                   | stemma valore                | 1944                         |                              |
|                              | 5 dinari                     |                              | blu                          | partigiano                   | stemma valore                | 1944                         |                              |
|                              | 10 dinari                    |                              | rosa                         | partigiano                   | stemma valore                | 1944                         |                              |
|                              | 20 dinari                    |                              | rosso                        | partigiano                   | stemma valore                | 1944                         |                              |
|                              | 50 dinari                    |                              | blu scuro                    | partigiano                   | stemma valore                | 1944                         |                              |
|                              | 100 dinari                   |                              | verde scuro                  | partigiano                   | stemma valore                | 1944                         |                              |
|                              | 500 dinari                   |                              | marrone                      | partigiano                   | stemma valore                | 1944                         |                              |
|                              | 1.000 dinari                 |                              | verde                        | partigiano                   | stemma valore                | 1944                         |                              |

| Serie della Repubblica popolare federale jugoslava | Serie della Repubblica popolare federale jugoslava | Serie della Repubblica popolare federale jugoslava | Serie della Repubblica popolare federale jugoslava | Serie della Repubblica popolare federale jugoslava | Serie della Repubblica popolare federale jugoslava | Serie della Repubblica popolare federale jugoslava |
| Foto                                               | Valore                                             | Dimensioni                                         | Colore                                             | Dritto                                             | Rovescio                                           | Prima emissione                                    |
| -------------------------------------------------- | -------------------------------------------------- | -------------------------------------------------- | -------------------------------------------------- | -------------------------------------------------- | -------------------------------------------------- | -------------------------------------------------- |
|                                                    | 50 dinari                                          |                                                    | giallo                                             | minatore                                           | boscaiolo                                          | 1946                                               |
|                                                    | 100 dinari                                         |                                                    | marrone                                            | fabbro e mietitore                                 | pescatore                                          | 1946                                               |
|                                                    | 100 dinari                                         |                                                    | marrone                                            | ferrovieri                                         | contadini                                          | 1953                                               |
|                                                    | 500 dinari                                         |                                                    | marrone                                            | partigiano                                         | aratore                                            | 1946                                               |
|                                                    | 1.000 dinari                                       |                                                    | marrone                                            | lavoratrice                                        | cascata e donna con spada                          | 1946                                               |
|                                                    | 1.000 dinari                                       |                                                    | grigio                                             | contadini e mietitori                              | muratori e operai                                  | 1949                                               |
|                                                    | 5.000 dinari                                       |                                                    | blu scuro                                          | nave in porto                                      | lavoratori siderurgici                             | 1950                                               |

| Monete della Repubblica popolare federale jugoslava | Monete della Repubblica popolare federale jugoslava | Monete della Repubblica popolare federale jugoslava | Monete della Repubblica popolare federale jugoslava | Monete della Repubblica popolare federale jugoslava | Monete della Repubblica popolare federale jugoslava | Monete della Repubblica popolare federale jugoslava |
| Immagine                                            | Valore                                              | Dimensioni                                          | Materiale                                           | Fronte                                              | Retro                                               | Anno di prima emissione                             |
| --------------------------------------------------- | --------------------------------------------------- | --------------------------------------------------- | --------------------------------------------------- | --------------------------------------------------- | --------------------------------------------------- | --------------------------------------------------- |
| n.d.                                                | 50 para                                             | n.d.                                                | Alluminio                                           | Valore                                              | Stemma nazionale                                    | 1953                                                |
|                                                     | 1 dinaro                                            | n.d.                                                | Alluminio                                           | Valore                                              | Stemma nazionale                                    | 1953                                                |
| n.d.                                                | 2 dinari                                            | n.d.                                                | Alluminio                                           | Valore                                              | Stemma nazionale                                    | 1953                                                |
| n.d.                                                | 5 dinari                                            | n.d.                                                | Alluminio                                           | Valore                                              | Stemma nazionale                                    | 1953                                                |
|                                                     | 10 dinari                                           | n.d.                                                | lega di alluminio e bronzo                          | Valore                                              | Stemma nazionale                                    | 1955                                                |
| n.d.                                                | 20 dinari                                           | n.d.                                                | lega di alluminio e bronzo                          | Valore                                              | Stemma nazionale                                    | 1955                                                |
|                                                     | 50 dinari                                           | n.d.                                                | lega di alluminio e bronzo                          | Valore + profilo di due volti                       | Stemma nazionale                                    | 1955                                                |

| Serie del 1955 della Repubblica popolare federale jugoslava | Serie del 1955 della Repubblica popolare federale jugoslava | Serie del 1955 della Repubblica popolare federale jugoslava | Serie del 1955 della Repubblica popolare federale jugoslava | Serie del 1955 della Repubblica popolare federale jugoslava | Serie del 1955 della Repubblica popolare federale jugoslava | Serie del 1955 della Repubblica popolare federale jugoslava | Serie del 1955 della Repubblica popolare federale jugoslava |
| Foto                                                        | Valore                                                      | Dimensioni                                                  | Colore                                                      | Dritto                                                      | Rovescio                                                    | Prima emissione                                             |                                                             |
| ----------------------------------------------------------- | ----------------------------------------------------------- | ----------------------------------------------------------- | ----------------------------------------------------------- | ----------------------------------------------------------- | ----------------------------------------------------------- | ----------------------------------------------------------- | ----------------------------------------------------------- |
|                                                             | 100 dinari                                                  |                                                             | rosso                                                       | donna                                                       | Ragusa                                                      | 1955                                                        |                                                             |
|                                                             | 500 dinari                                                  |                                                             | verde                                                       | donna con falce                                             | mietitura                                                   | 1955                                                        |                                                             |
|                                                             | 1.000 dinari                                                |                                                             | marrone                                                     | Arif Heralić                                                | fabbrica                                                    | 1955                                                        |                                                             |
|                                                             | 5.000 dinari                                                |                                                             | blu                                                         | Bassorilievo di Ivan Meštrović al Parlamento federale       | Parlamento federale                                         | 1955                                                        |                                                             |

## Dinaro pesante
Il terzo dinaro fu introdotto nel 1965, poco dopo la mutazione della denominazione della repubblica da popolare a socialista. Fu il dinaro pesante, creato in un valore cento volte inferiore al suo svalutato predecessore, sull'esempio da quanto fatto in Francia da De Gaulle col nuovo franco. Per non ingenerare confusione, le banconote furono uguali, salvo ovviamente il valore, a quelle ritirate. Fu il dinaro di più lunga durata, e gli fu assegnato ufficialmente il codice ISO 4217 siglato YUD.
| Monete della repubblica socialista federale jugoslava | Monete della repubblica socialista federale jugoslava | Monete della repubblica socialista federale jugoslava | Monete della repubblica socialista federale jugoslava | Monete della repubblica socialista federale jugoslava                                                                                       | Monete della repubblica socialista federale jugoslava | Monete della repubblica socialista federale jugoslava | Monete della repubblica socialista federale jugoslava |
| Serie del 1965                                        | Serie del 1965                                        | Serie del 1965                                        | Serie del 1965                                        | Serie del 1965 | Serie del 1965                                        | Serie del 1965                                        | Serie del 1965                                        |
| Immagine                                              | Valore                                                | Dimensioni                                            | Materiale                                             | Fronte | Retro                                                 | Anno di prima emissione                               | Anno di ultima emissione                              |
| ----------------------------------------------------- | ----------------------------------------------------- | ----------------------------------------------------- | ----------------------------------------------------- | --- | ----------------------------------------------------- | ----------------------------------------------------- | ----------------------------------------------------- |
|                                                       | 5 para (primo tipo)                                   | n.d.                                                  | lega di alluminio e ottone                            | Valore | Stemma Nazionale                                      | Unica emissione anno 1965                             | Unica emissione anno 1965                             |
|                                                       | 5 para (secondo tipo)                                 | n.d.                                                  | lega di alluminio e ottone                            | Valore | Stemma Nazionale                                      | 1965                                                  | 1981                                                  |
|                                                       | 10 para                                               | n.d.                                                  | lega di alluminio e ottone                            | Valore | Stemma Nazionale                                      | 1965                                                  | 1981                                                  |
|                                                       | 20 para                                               | n.d.                                                  | lega di alluminio e ottone                            | Valore | Stemma Nazionale                                      | 1965                                                  | 1981                                                  |
|                                                       | 50 para                                               | n.d.                                                  | lega di alluminio e ottone                            | Valore | Stemma Nazionale                                      | 1965                                                  | 1981                                                  |
|                                                       | 1 dinaro                                              | n.d.                                                  | n.d.                                                  | Valore | Stemma Nazionale                                      | Unica emissione anno 1965                             | Unica emissione anno 1965                             |
| Serie del 1970 - FAO                                  |                                                       |                                                       |                                                       | |                                                       |                                                       |                                                       |
| Immagine                                              | Valore                                                | Dimensioni                                            | Materiale                                             | Fronte | Retro                                                 | Anno di emissione                                     |                                                       |
|                                                       | 1 dinaro                                              | n.d.                                                  | lega di rame e nichel                                 | Valore contornato dal motto latino "FIAT PANIS" emblema della FAO                                                                           | Stemma Nazionale                                      | Unica emissione anno 1970                             |                                                       |
|                                                       | 2 dinari                                              | n.d.                                                  | lega di rame e nichel                                 | Valore contornato dal motto latino "FIAT PANIS" emblema della FAO                                                                           | Stemma Nazionale                                      | Unica emissione anno 1970                             |                                                       |
|                                                       | 5 dinari                                              | n.d.                                                  | lega di rame e nichel                                 | Valore contornato dal motto latino "FIAT PANIS" emblema della FAO                                                                           | Stemma Nazionale                                      | Unica emissione anno 1970                             |                                                       |
| Serie dal 1971 al 1981                                |                                                       |                                                       |                                                       | |                                                       |                                                       |                                                       |
| Immagine                                              | Valore                                                | Dimensioni                                            | Materiale                                             | Fronte | Retro                                                 | Anno di prima emissione                               | Anno di ultima emissione                              |
|                                                       | 1 dinaro                                              | n.d.                                                  | n.d.                                                  | Valore | Stemma Nazionale                                      | 1973                                                  | 1981                                                  |
|                                                       | 2 dinari                                              | n.d.                                                  | n.d.                                                  | Valore | Stemma Nazionale                                      | 1971                                                  | 1981                                                  |
|                                                       | 5 dinari                                              | n.d.                                                  | n.d.                                                  | Valore | Stemma Nazionale                                      | 1971                                                  | 1981                                                  |
|                                                       | 5 dinari (Caduta Nazifascismo)                        | n.d.                                                  | n.d.                                                  | Valore circondato dalla dicitura "30 anni dalla caduta del Nazifascismo" nelle tre principali lingue parlate nelle regioni della Jugoslavia | Stemma Nazionale                                      | Unica emissione anno 1975                             | Unica emissione anno 1975                             |
|                                                       | 10 dinari                                             | n.d.                                                  | n.d.                                                  | Valore | Stemma Nazionale                                      | 1976                                                  | 1981                                                  |
|                                                       | 10 dinari FAO                                         | n.d.                                                  | n.d.                                                  | Valore contornato dal motto latino "FIAT PANIS" emblema della FAO                                                                           | Stemma Nazionale                                      | Unica emissione anno 1976                             | Unica emissione anno 1976                             |
| Serie dal 1982 al 1988                                |                                                       |                                                       |                                                       | |                                                       |                                                       |                                                       |
| Immagine                                              | Valore                                                | Dimensioni                                            | Materiale                                             | Fronte | Retro                                                 | Anno di prima emissione                               | Anno di ultima emissione                              |
|                                                       | 25 para                                               | n.d.                                                  | n.d.                                                  | Valore | Stemma Nazionale                                      | 1982                                                  | 1983                                                  |
|                                                       | 50 para                                               | n.d.                                                  | n.d.                                                  | Valore | Stemma Nazionale                                      | 1982                                                  | 1984                                                  |
|                                                       | 1 dinaro                                              | n.d.                                                  | n.d.                                                  | Valore | Stemma Nazionale                                      | 1982                                                  | 1986                                                  |
|                                                       | 2 dinari                                              | n.d.                                                  | n.d.                                                  | Valore | Stemma Nazionale                                      | 1982                                                  | 1986                                                  |
|                                                       | 5 dinari                                              | n.d.                                                  | n.d.                                                  | Valore | Stemma Nazionale                                      | 1982                                                  | 1986                                                  |
|                                                       | 10 dinari                                             | n.d.                                                  | n.d.                                                  | Valore | Stemma Nazionale                                      | 1982                                                  | 1988                                                  |
|                                                       | 20 dinari                                             | n.d.                                                  | n.d.                                                  | Valore | Stemma Nazionale                                      | 1985                                                  | 1987                                                  |
|                                                       | 50 dinari                                             | n.d.                                                  | n.d.                                                  | Valore | Stemma Nazionale                                      | 1985                                                  | 1988                                                  |
|                                                       | 100 dinari                                            | n.d.                                                  | n.d.                                                  | Valore | Stemma Nazionale                                      | 1985                                                  | 1988                                                  |
| Serie dal 1988 al 1989                                |                                                       |                                                       |                                                       | |                                                       |                                                       |                                                       |
| Immagine                                              | Valore                                                | Dimensioni                                            | Materiale                                             | Fronte | Retro                                                 | Anno di prima emissione                               | Anno di ultima emissione                              |
|                                                       | 10 dinari                                             | n.d.                                                  | n.d.                                                  | Valore | Stemma Nazionale                                      | 1988                                                  | 1989                                                  |
|                                                       | 20 dinari                                             | n.d.                                                  | n.d.                                                  | Valore | Stemma Nazionale                                      | 1988                                                  | 1989                                                  |
|                                                       | 50 dinari                                             | n.d.                                                  | n.d.                                                  | Valore | Stemma Nazionale                                      | 1988                                                  | 1989                                                  |
|                                                       | 100 dinari                                            | n.d.                                                  | n.d.                                                  | Valore | Stemma Nazionale                                      | 1988                                                  | 1989                                                  |
| Serie dal 1990 al 1991                                |                                                       |                                                       |                                                       | |                                                       |                                                       |                                                       |
| Immagine                                              | Valore                                                | Dimensioni                                            | Materiale                                             | Fronte | Retro                                                 | Anno di prima emissione                               | Anno di ultima emissione                              |
|                                                       | 10 para                                               | n.d.                                                  | n.d.                                                  | Valore | Stemma Nazionale                                      | 1990                                                  | 1991                                                  |
|                                                       | 20 para                                               | n.d.                                                  | n.d.                                                  | Valore | Stemma Nazionale                                      | 1990                                                  | 1991                                                  |
|                                                       | 50 para                                               | n.d.                                                  | n.d.                                                  | Valore | Stemma Nazionale                                      | 1990                                                  | 1991                                                  |
|                                                       | 1 dinaro                                              | n.d.                                                  | n.d.                                                  | Valore | Stemma Nazionale                                      | 1990                                                  | 1991                                                  |
|                                                       | 2 dinari                                              | n.d.                                                  | n.d.                                                  | Valore | Stemma Nazionale                                      | 1990                                                  | 1991                                                  |
|                                                       | 5 dinari                                              | n.d.                                                  | n.d.                                                  | Valore | Stemma Nazionale                                      | 1990                                                  | 1991                                                  |

|  |  | 5 dinari         | 123 × 59 mm | verde   | donna con falce | trattori            | 1965 |
|  |  | 5 dinari         | 123 × 59 mm | verde   | donna con falce | valore              | 1968 |
|  |  | 10 dinari        | 131 × 62 mm | marrone | Arif Heralić | fabbrica            | 1965 |
|  |  | 10 dinari        | 131 × 62 mm | marrone | Arif Heralić | valore              | 1968 |
|  |  | 20 dinari        | 139 × 65 mm | viola   | nave ormeggiata | valore              | 1974 |
|  |  | 50 dinari        | 140 × 66 mm | blu     | Bassorilievo di Ivan Meštrović al Parlamento federale                                                                                 | Parlamento federale | 1965 |
|  |  | 50 dinari        | 140 × 66 mm | blu     | Bassorilievo di Ivan Meštrović al Parlamento federale                                                                                 | valore              | 1968 |
|  |  | 100 dinari       | 148 × 70 mm | rosso   | Monumento alla Pace di Antun Augustinčić a New York di fronte al Palazzo di vetro                                                     | valore              | 1965 |
|  |  | 500 dinari       | 156 × 74 mm | verde   | Statua di Nikola Tesla nel Niagara Falls State Park su bobina a spirale del suo trasformatore ad alta frequenza a East Houston Street | valore              | 1970 |
|  |  | 1000 dinari      | 162 × 72 mm | blu     | donna con frutti | valore              | 1974 |
|  |  | 5000 dinari      | 164 × 74 mm | viola   | Tito | villaggio           | 1985 |
|  |  | 20.000 dinari    | 167 × 76 mm | marrone | minatore | macchina            | 1987 |
|  |  | 50.000 dinari    | 174 × 79 mm | verde   | donna | Ragusa              | 1988 |
|  |  | 100.000 dinari   | 180 × 81 mm | rosa    | bambina | formule             | 1989 |
|  |  | 1.000.000 dinari | -           | giallo  | ragazza | spiga               | 1989 |

## Dinaro convertibile
Il quarto dinaro fu introdotto nel 1990, gli fu assegnato il codice ISO 4217 siglato YUN, e fu chiamato dinaro jugoslavo convertibile, poiché la nuova valuta tornò sul libero mercato internazionale dei cambi. Il governo comunista decise di eliminare quattro zeri, stabilendo un cambio di 10.000 ad uno col vecchio conio. Come nella precedente rivalutazione, i disegni delle banconote non furono cambiati, per agevolare la popolazione.
| Serie rivalutata della Repubblica socialista federale jugoslava | Serie rivalutata della Repubblica socialista federale jugoslava | Serie rivalutata della Repubblica socialista federale jugoslava | Serie rivalutata della Repubblica socialista federale jugoslava | Serie rivalutata della Repubblica socialista federale jugoslava | Serie rivalutata della Repubblica socialista federale jugoslava | Serie rivalutata della Repubblica socialista federale jugoslava | Serie rivalutata della Repubblica socialista federale jugoslava |
| Foto                                                            | Valore                                                          | Dimensioni                                                      | Colore                                                          | Dritto                                                          | Rovescio                                                        | Prima emissione                                                 |                                                                 |
| --------------------------------------------------------------- | --------------------------------------------------------------- | --------------------------------------------------------------- | --------------------------------------------------------------- | --------------------------------------------------------------- | --------------------------------------------------------------- | --------------------------------------------------------------- | --------------------------------------------------------------- |
|                                                                 | 10 dinari                                                       |                                                                 | rosso                                                           | bambina                                                         | formule                                                         | 1990                                                            |                                                                 |
|                                                                 | 10 dinari                                                       | viola                                                           | 1991                                                            | bambina                                                         | formule                                                         |                                                                 |                                                                 |
|                                                                 | 50 dinari                                                       |                                                                 | viola                                                           | Memoriale della Battaglia di Kozara                             | Memoriale della Battaglia della Sutjeska                        | 1990                                                            |                                                                 |
|                                                                 | 50 dinari                                                       |                                                                 | porpora                                                         | bambino                                                         | fiori                                                           | 1990                                                            |                                                                 |
|                                                                 | 50 dinari                                                       | rosso                                                           | 1991                                                            | bambino                                                         | fiori                                                           |                                                                 |                                                                 |
|                                                                 | 100 dinari                                                      |                                                                 | marrone                                                         | ragazza                                                         | spiga di grano                                                  | 1990                                                            |                                                                 |
|                                                                 | 100 dinari                                                      | verde                                                           | 1991                                                            | ragazza                                                         | spiga di grano                                                  |                                                                 |                                                                 |
|                                                                 | 200 dinari                                                      |                                                                 | verde e rosso                                                   | Memoriale della Battaglia di Kozara                             | monumento "Ali rotte" a Šumarice                                | 1990                                                            |                                                                 |
|                                                                 | 500 dinari                                                      |                                                                 | blu                                                             | ragazzo                                                         | montagna                                                        | 1990                                                            |                                                                 |
|                                                                 | 500 dinari                                                      | marrone                                                         | 1991                                                            | ragazzo                                                         | montagna                                                        |                                                                 |                                                                 |
|                                                                 | 1.000 dinari                                                    |                                                                 | orange                                                          | Nikola Tesla                                                    | Bobina di Tesla                                                 | 1990                                                            |                                                                 |
|                                                                 | 1.000 dinari                                                    | blu                                                             | 1991                                                            | Nikola Tesla                                                    | Bobina di Tesla                                                 |                                                                 |                                                                 |
|                                                                 | 5.000 dinari                                                    |                                                                 | 1991                                                            | viola                                                           | Ivo Andrić                                                      | Ponte di Mehmed Paša Sokolović                                  |                                                                 |

## Smembramento ed iperinflazione
Col contemporaneo crollo del regime comunista e dello stato federale nel 1991, e lo scoppio delle Guerre jugoslave, il dinaro jugoslavo fu progressivamente abbandonato dagli stati che nascevano dallo smembramento della Jugoslavia:
- 8 ottobre 1991: la Slovenia adottò il tallero sloveno, con un cambio di 1:1
- 23 dicembre 1991: la Croazia adottò il dinaro croato, con un cambio di 1:1
- 26 aprile 1992: la Macedonia adottò il dinaro macedone, con un cambio di 1:1
- luglio 1992: la Bosnia ed Erzegovina adottò il dinaro della Bosnia ed Erzegovina, con un cambio di 10:1.

Le enclavi serbe in Croazia e Bosnia ed Erzegovina si diedero una propria versione del dinaro (rispettivamente dinaro della Krajina e dinaro della Repubblica Srpska) agganciandolo al dinaro jugoslavo. Queste versioni cessarono di esistere con la conclusione dei conflitti tra le diverse fazioni.
A questo punto della sua storia il dinaro jugoslavo era la valuta usata solo nella Federazione serbo-montenegrina, costituita da Serbia e Montenegro, ma le recrudescenze del conflitto armato portarono il dinaro jugoslavo a divenire protagonista di uno degli episodi di iperinflazione più estremi dell'epoca moderna, che portò a ripetute rivalutazioni. Dopo quella pari a 10.000:1 del 1990, seguirono altre rivalutazioni che crearono estemporanee valute.
- 1º luglio 1992: 1 dinaro serbo-montenegrino = 10 dinari jugoslavi del 1990
  - Nacque il dinaro jugoslavo riformato, emesso a partire dal 1992, a cui non fu assegnato nessun codice ISO 4217, poiché non riconosciuto internazionalmente a causa dell'embargo a cui la nazione era allora soggetta (informalmente si usa oggigiorno YUR). Riflettendo il radicale cambio del regime politico, fu il primo a riportare il nuovo stemma statale, e soprattutto fu il primo a recitare scritte solo in lingua serba, con caratteri cirillici e latini.
- 1º ottobre 1993: 1 dinaro = 1.000.000 dinari del 1992
  - Nacque il dinaro jugoslavo di ottobre, emesso a partire dal 1993, e a cui non fu assegnato nessun codice ISO 4217, poiché non riconosciuto internazionalmente a causa dell'embargo a cui la nazione era allora soggetta (informalmente si usa oggigiorno YUO). Cercò vanamente di mettere ordine in un sistema economico completamente annichilito, dove non esistevano più prezzi ma si procedeva a trattativa per ogni singolo acquisto.
- 1º gennaio 1994: 1 dinaro = 1.000.000.000 dinari del 1993
  - Nacque il dinaro jugoslavo del 1994, emesso a partire dall'inizio del 1994, e a cui non fu assegnato nessun codice ISO 4217, poiché non riconosciuto internazionalmente a causa dell'embargo a cui la nazione era allora soggetta (informalmente si usa oggigiorno YUG).

Tuttavia questa sequenza di rivalutazioni non fu in grado di fermare l'iperinflazione, così il 24 gennaio 1994 il governo federale decise di introdurre il nuovo dinaro, assegnandogli un cambio forzoso alla pari con il marco tedesco, che nel frattempo era divenuta la valuta de facto usata sul territorio jugoslavo. Non fu definito un cambio ufficiale tra il nuovo dinaro e il dinaro del 1994, istituto appena una ventina di giorni prima, tuttavia è stato stimato essere di circa 10-13 milioni:1.
| Serie del dinaro riformato | Serie del dinaro riformato | Serie del dinaro riformato | Serie del dinaro riformato | Serie del dinaro riformato | Serie del dinaro riformato                         | Serie del dinaro riformato | Serie del dinaro riformato |
| Foto                       | Valore                     | Dimensioni                 | Colore                     | Dritto                     | Rovescio                                           | Prima emissione            |                            |
| -------------------------- | -------------------------- | -------------------------- | -------------------------- | -------------------------- | -------------------------------------------------- | -------------------------- | -------------------------- |
|                            | 100 dinari                 |                            | blu                        | donna                      | spiga di grano                                     | 1992                       |                            |
|                            | 500 dinari                 |                            | rosa                       | ragazzo                    | montagna                                           | 1992                       |                            |
|                            | 1.000 dinari               |                            | rosso                      | Nikola Tesla               | Bobina di Tesla                                    | 1992                       |                            |
|                            | 5.000 dinari               |                            | verde                      | Ivo Andrić                 | Ponte Mehmed Paša Sokolović                        | 1992                       |                            |
|                            | 10.000 dinari              |                            | marrone                    | ragazza                    | formule                                            | 1992                       |                            |
|                            | 50.000 dinari              |                            | verde                      | ragazzino                  | fiori                                              | 1992                       |                            |
|                            | 100.000 dinari             |                            | giallo                     | donna                      | spiga di grano                                     | 1993                       |                            |
|                            | 500.000 dinari             |                            | viola                      | ragazzo                    | montagna                                           | 1993                       |                            |
|                            | 1 milione di dinari        |                            | viola                      | ragazzino                  | fiori                                              | 1993                       |                            |
|                            | 5 milioni di dinari        |                            | blu e amaranto             | Nikola Tesla               | Bobina di Tesla e centrale idroelettrica           | 1993                       |                            |
|                            | 10 milioni di dinari       |                            | verde                      | Ivo Andrić                 | Biblioteca Nazionale di Serbia                     | 1993                       |                            |
|                            | 50 milioni di dinari       |                            | Rosso                      | ragazza                    | Villa del Capitano Miša                            | 1993                       |                            |
|                            | 100 milioni di dinari      |                            | azzurro                    | ragazzo                    | Accademia Serba delle Scienze e delle Arti         | 1993                       |                            |
|                            | 500 milioni di dinari      |                            | viola                      | donna                      | Facoltà di Agricoltura dell'Università di Belgrado | 1993                       |                            |
|                            | 1 miliardo di dinari       |                            | rosa                       | ragazza                    | Parlamento federale                                | 1993                       |                            |
|                            | 10 miliardi di dinari      |                            | rosa                       | Nikola Tesla               | Bobina di Tesla                                    | 1993                       |                            |

| Serie del dinaro di ottobre | Serie del dinaro di ottobre | Serie del dinaro di ottobre | Serie del dinaro di ottobre | Serie del dinaro di ottobre | Serie del dinaro di ottobre    | Serie del dinaro di ottobre | Serie del dinaro di ottobre |
| Foto                        | Valore                      | Dimensioni                  | Colore                      | Dritto                      | Rovescio                       | Prima emissione             |                             |
| --------------------------- | --------------------------- | --------------------------- | --------------------------- | --------------------------- | ------------------------------ | --------------------------- | --------------------------- |
|                             | 5.000 dinari                |                             | marrone                     | Nikola Tesla                | Museo di Nikola Tesla          | 1993                        |                             |
|                             | 10.000 dinari               |                             | rosso e verde               | Vuk Karadžić                | Tršić e Tronoša                | 1993                        |                             |
|                             | 50.000 dinari               |                             | viola                       | Petar Petrović Njegoš       | Monastero di Cetinje           | 1993                        |                             |
|                             | 500.000 dinari              |                             | verde                       | Dositej Obradović           | Monastero di Novo Hopovo       | 1993                        |                             |
|                             | 5.000.000 di dinari         |                             | marrone e blu               | Karađorđe                   | Chiesa e Villa di Karađorđe    | 1993                        |                             |
|                             | 50.000.000 di dinari        |                             | rosso                       | Mihajlo Pupin               | Palazzo del mercato telefonico | 1993                        |                             |
|                             | 500.000.000 di dinari       |                             | blu                         | Jovan Cvijić                | Villa del Capitano Miša        | 1993                        |                             |
|                             | 5.000.000.000 di dinari     |                             | marrone                     | Đura Jakšić                 | Monastero di Vraćevšnica       | 1993                        |                             |
|                             | 50.000.000.000 di dinari    |                             | rosso e blu                 | Miloš Obrenović             | Residenza del Principe Miloš   | 1993                        |                             |
|                             | 500.000.000.000 di dinari   |                             | granata                     | Jovan Jovanović Zmaj        | Biblioteca Nazionale di Serbia | 1993                        |                             |

| Serie del dinaro di gennaio | Serie del dinaro di gennaio | Serie del dinaro di gennaio | Serie del dinaro di gennaio | Serie del dinaro di gennaio | Serie del dinaro di gennaio    | Serie del dinaro di gennaio | Serie del dinaro di gennaio |
| Foto                        | Valore                      | Dimensioni                  | Colore                      | Dritto                      | Rovescio                       | Prima emissione             |                             |
| --------------------------- | --------------------------- | --------------------------- | --------------------------- | --------------------------- | ------------------------------ | --------------------------- | --------------------------- |
|                             | 10 dinari                   |                             | verde                       | Josif Pančić                | montagna                       | 1994                        |                             |
|                             | 100 dinari                  |                             | blu e rosso                 | Nikola Tesla                | Museo di Nikola Tesla          | 1994                        |                             |
|                             | 1.000 dinari                |                             | viola and rosso             | Petar Petrović Njegoš       | Monastero di Cetinje           | 1994                        |                             |
|                             | 5.000 dinari                |                             | blu e viola                 | Dositej Obradović           | Monastero di Novo Hopovo       | 1994                        |                             |
|                             | 50.000 dinari               |                             | rosso                       | Karađorđe                   | Chiesa e Villa di Karađorđe    | 1994                        |                             |
|                             | 500.000 dinari              |                             | giallo                      | Jovan Cvijić                | Villa del Capitano Miša        | 1994                        |                             |
|                             | 10.000.000 di dinari        |                             | verde                       | Ivo Andrić                  | Biblioteca Nazionale di Serbia | 1994                        |                             |

## Nuovo dinaro
Una nuova valuta fu dunque introdotta nella Federazione serbo-montenegrina nel 1994. La moneta fu chiamata ancora dinaro in omaggio alla tradizione, ma in realtà non aveva nessuna relazione con la storica valuta jugoslava, essendo in realtà null'altro che una versione locale del marco tedesco, a cui era agganciata. Gli fu assegnato il codice ISO 4217 siglato YUM.
Il nuovo dinaro, anche se non mantenne la parità con il marco, riuscì ad attraversare gli ultimi anni del decennio senza ulteriori rivalutazioni e nel 2000 fu deciso di sopprimere l'aggettivo nuovo.
Intanto, il 6 novembre 1999, il Montenegro aveva deciso che sul proprio territorio anche il marco tedesco fosse riconosciuto come valuta ufficiale. Il 13 novembre 2000, la decisione divenne più radicale, riconoscendo solo il marco come valuta ufficiale (a quel tempo definito in termini di euro). Il marco tedesco ha poi cessato di avere corso legale ed è stato fisicamente sostituito dall'euro il 1º gennaio 2002, che è anche quando il Montenegro ha adottato unilateralmente l'euro.
Quando nel 2003 la Federazione serbo-montenegrina lasciò il posto all'Unione Statale di Serbia e Montenegro, in Serbia il nuovo dinaro jugoslavo fu ribattezzato come dinaro serbo.
| Serie del nuovo dinaro | Serie del nuovo dinaro | Serie del nuovo dinaro | Serie del nuovo dinaro | Serie del nuovo dinaro | Serie del nuovo dinaro       | Serie del nuovo dinaro | Serie del nuovo dinaro |
| Foto                   | Valore                 | Dimensioni             | Colore                 | Dritto                 | Rovescio                     | Prima emissione        |                        |
| ---------------------- | ---------------------- | ---------------------- | ---------------------- | ---------------------- | ---------------------------- | ---------------------- | ---------------------- |
|                        | 1 nuovo dinaro         |                        | marrone e blu          | Josif Pančić           | montagna                     | 1994                   |                        |
|                        | 5 nuovi dinari         |                        | rosso                  | Nikola Tesla           | Museo di Nikola Tesla        | 1994                   |                        |
|                        | 5 nuovi dinari         | viola                  |                        | Nikola Tesla           | Museo di Nikola Tesla        | 1994                   |                        |
|                        | 10 nuovi dinari        |                        | viola                  | Petar Petrović Njegoš  | Monastero di Cetinje         | 1994                   |                        |
|                        | 10 nuovi dinari        | marrone                |                        | Petar Petrović Njegoš  | Monastero di Cetinje         | 1994                   |                        |
|                        | 20 nuovi dinari        |                        | verde e marrone        | Đura Jakšić            | Monastero di Vraćevšnica     | 1994                   |                        |
|                        | 50 nuovi dinari        |                        | verde                  | Miloš Obrenović        | Residenza del Principe Miloš | 1996                   |                        |
|                        | 100 nuovi dinari       |                        | verde                  | Dositej Obradović      | Monastero di Novo Hopovo     | 1996                   |                        |
|                        | 200 nuovi dinari       |                        | nero                   | Stevan Mokranjac       | pianoforte                   | 1999                   |                        |